# Gensac, Gironde

Gensac este o comună în departamentul Gironde din sud-vestul Franței. În 2009 avea o populație de 852 de locuitori.

## Evoluția populației
| An        | 1975 | 1982 | 1990 | 1999 | 2006 | 2009 |
| --------- | ---- | ---- | ---- | ---- | ---- | ---- |
| Populație | 848  | 810  | 752  | 800  | 847  | 852  |